# Schwantesia borcherdsii
Schwantesia borcherdsii är en isörtsväxtart som beskrevs av L. Bol. Schwantesia borcherdsii ingår i släktet Schwantesia och familjen isörtsväxter. Inga underarter finns listade i Catalogue of Life.

## Bildgalleri

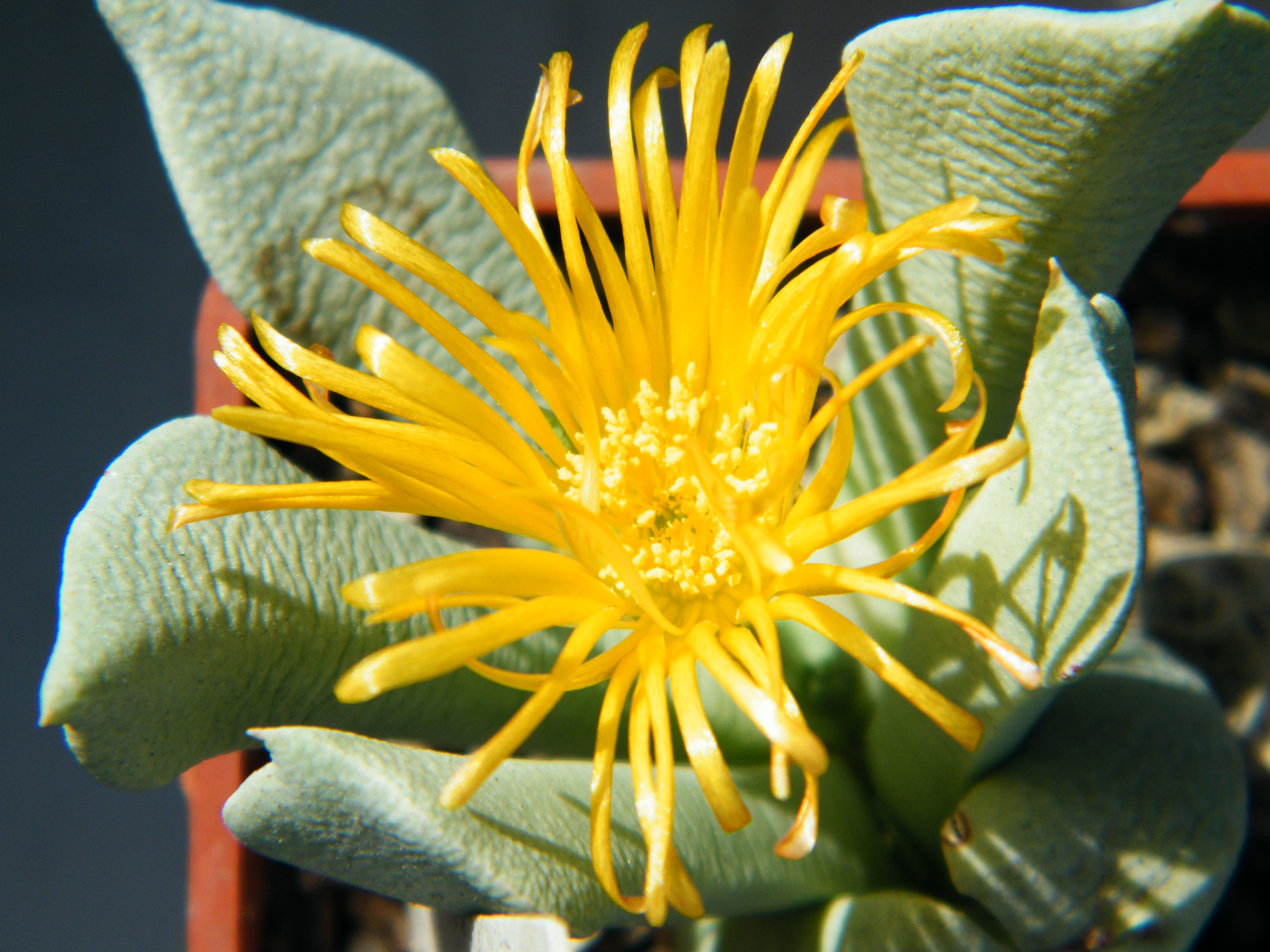
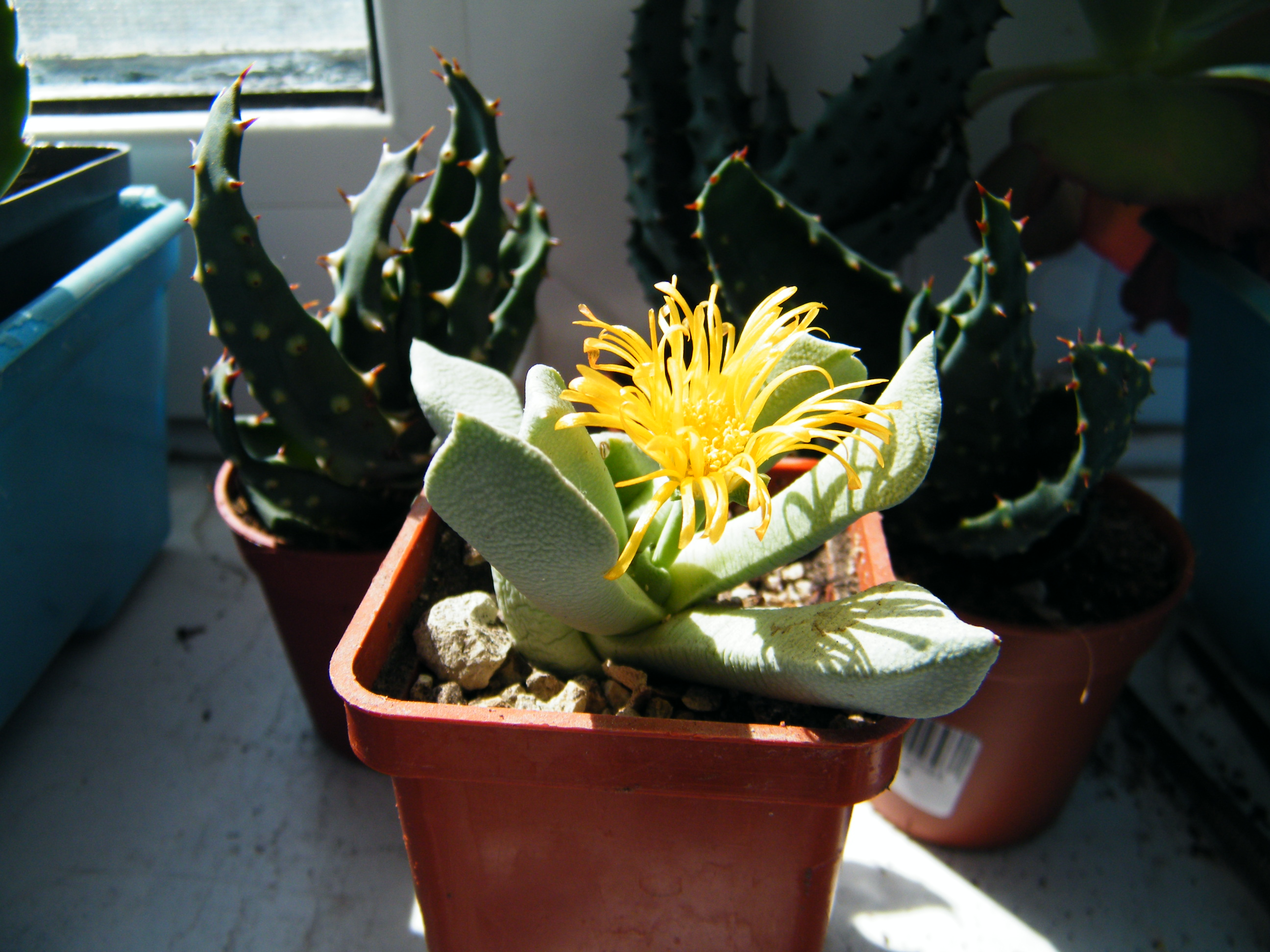